# Minnańska Wikipedia
Minnańska Wikipedia – edycja Wikipedii tworzona w języku minnańskim.
Na dzień 19 lutego 2007 roku zawierała 2335 artykułów. W opublikowanym w dniu 1 lutego tegoż roku rankingu wszystkich edycji językowych, uwzględniającym liczbę haseł, edycja ta zajmowała 100. pozycję.